# كين ماكنتوش
كين ماكنتوش هو منتج تلفزيوني وسياسي بريطاني، ولد في 15 يناير 1962 في إنفرنيس في المملكة المتحدة. نشط حزبياً في حزب العمال الاسكوتلندي ‏ وحزب العمال.

## مناصب
- انتخب Member of the 5th Scottish Parliament ‏ عن دائرة West Scotland (Scottish Parliament electoral region) [الإنجليزية]‏ وقد انضم خلال فترته النيابية [الإنجليزية]‏ (12 مايو 2016 – ) للكتلة البرلمانية مستقل.
- في الانتخابات النيابية العمومية الاسكتلندية 2011 [الإنجليزية]‏، انتخب عضو البرلمان الاسكتلندي الرابع ‏ عن دائرة Eastwood (Scottish Parliament constituency) [الإنجليزية]‏ وقد انضم خلال فترته النيابية [الإنجليزية]‏ (5 مايو 2011 – 24 مارس 2016) للكتلة البرلمانية حزب العمال الاسكوتلندي [الإنجليزية]‏.
- في الانتخابات النيابية العمومية الاسكتلندية 2007 [الإنجليزية]‏، انتخب عضو البرلمان الاسكتلندي الثالث ‏ عن دائرة Eastwood (Scottish Parliament constituency) [الإنجليزية]‏ وقد انضم خلال فترته النيابية [الإنجليزية]‏ (3 مايو 2007 – 22 مارس 2011) للكتلة البرلمانية حزب العمال الاسكوتلندي [الإنجليزية]‏.
- في الانتخابات النيابية العمومية الاسكتلندية 2003 [الإنجليزية]‏، انتخب عضو البرلمان الاسكتلندي الثاني ‏ عن دائرة Eastwood (Scottish Parliament constituency) [الإنجليزية]‏ وقد انضم خلال فترته النيابية [الإنجليزية]‏ (1 مايو 2003 – 2 أبريل 2007) للكتلة البرلمانية حزب العمال الاسكوتلندي [الإنجليزية]‏.
- في الانتخابات النيابية العمومية الاسكتلندية 1999 [الإنجليزية]‏، انتخب عضو البرلمان الاسكتلندي الأول ‏ عن دائرة Eastwood (Scottish Parliament constituency) [الإنجليزية]‏ وقد انضم خلال فترته النيابية [الإنجليزية]‏ (6 مايو 1999 – 31 مارس 2003) للكتلة البرلمانية حزب العمال الاسكوتلندي [الإنجليزية]‏.
- في 2016 Scottish Parliament election [الإنجليزية]‏، انتخب Member of the 5th Scottish Parliament ‏ عن دائرة West Scotland (Scottish Parliament electoral region) [الإنجليزية]‏ وقد انضم خلال فترته النيابية [الإنجليزية]‏ (5 مايو 2016 – 12 مايو 2016) للكتلة البرلمانية حزب العمال الاسكوتلندي [الإنجليزية]‏.
- انتخب Presiding Officer of the Scottish Parliament [الإنجليزية]‏.